# Pacto de Avalos
El Pacto de Avalos o de Ávalos fue un acuerdo firmado por José Artigas en nombre de la provincia Oriental, con el gobernador de la provincia de Corrientes, Juan Bautista Méndez, y delegados del gobierno de la provincia de Misiones, en respuesta al Tratado del Pilar. Desconocida su autoridad por Francisco Ramírez (de Entre Ríos) y Estanislao López (de Santa Fe) Artigas buscó el respaldo de otras provincias del Litoral argentino integrantes de la Liga Federal, y firmó con ellas el 24 de abril de 1820 un acuerdo ofensivo-defensivo que reconocía a Artigas como “director de la guerra y la paz”. El pacto tuvo una existencia poco más que nominal, dado que el apoyo que Corrientes y Misiones podían darle al alicaído Artigas –derrotado por la Invasión Luso-Brasileña después de más de 4 años de lucha – era por entonces casi nulo. 

Acta celebrada entre los Jefes militares y Representantes políticos de las tres Provincias: Banda Oriental, Corrientes y Misiones, reunidas en Congreso para resolver lo más conveniente por sostener la Libertad e Independencia de estas Provincias contra los enemigos exteriores; en orden a los intereses de la federación  y de común acuerdo resolvieron lo siguiente:

Art. 1º - Los Jefes y Representantes de las tres Provincias se comprometen con todos los esfuerzos y recursos de sus Provincias, a sostener una guerra ofensiva y defensiva por la Libertad e Independencia de estas Provincias.

Art. 2º - El Jefe de los Orientales, ciudadano José Artigas será reconocido por los Jefes y autoridades de las Provincias de la Liga por el Protector de su Libertad y queda autorizado para decidir de la guerra y de la paz contra los enemigos exteriores e interiores.

Art. 3º - Las tres Provincias de la Liga se comprometen al cumplimiento de las providencias del excelentísimo señor General como Director de la guerra y la paz.

Art. 4º - El excelentísimo señor Protector y Director de los pueblos se compromete por su parte a no celebrar convenio ni tratado alguno con los enemigos exteriores o interiores sino aquel que asegure y deje a salvo la Libertad e Independencia de estas Provincias.

Art. 5º - Las Provincias de la Liga no pueden ser perjudicadas ni en la libre elección de sus Gobiernos, ni en su administración económica según los principios de la federación.

Art. 6º - Las tres Provincias admiten bajo estos principios a otra cualquiera que entre por los intereses de una liga ofensiva y defensiva hasta la resolución en un Congreso General de las Provincias.

Cuyos artículos firmados y ratificados ante mí por los Jefes y Representantes de las tres Provincias, se mandan publicar y archivar en cada una de ellas por los Jefes y Autoridades de cada respectiva Provincia como un constante documento de la expresión de su voluntad.

Para ello se firman tres de un tenor de la presente acta celebrada en esta costa de Avalos, a 24 de abril de 1820.

José Artigas. Juan Bautista Méndez. Diego Rodríguez Méndez. Representante. Miguel Javier Arigú, Representante. Gorgonio Aguiar. Francisco Javier Siti.

Aunque parezcan contrapuestos, el Pacto de Avalos es con el Tratado de Pilar uno de los Pactos Preexistentes a los que hace mención el preámbulo de la Constitución Argentina.
- Datos: Q6057031